# Rivière-les-Fosses
Rivière-les-Fosses è un comune francese di 228 abitanti situato nel dipartimento dell'Alta Marna nella regione del Grand Est.

## Società

### Evoluzione demografica
Abitanti censiti